# Балагачево (посёлок при станции)
Балагачево — станция (тип населенного пункта) в Первомайском районе Томской области России. Входит в состав Комсомольского сельского поселения.

## География
Находится на востоке региона, примыкает к селу Комсомольск.

## История
Согласно Закону Томской области от 10 сентября 2004 года № 204-ОЗ селение вошло в состав Комсомольского сельского поселения.

## Население
| 2002 | 2010 | 2012 | 2013 | 2014 | 2015 | 2021 |
| ---- | ---- | ---- | ---- | ---- | ---- | ---- |
| 104  | ↗115 | ↘110 | ↘108 | ↘102 | ↘100 | ↘38  |

## Инфраструктура
Путевое хозяйство.
Проходит железнодорожная линия Томск — Белый Яр (между станциями Сахалинка и Улу-Юл).

## Транспорт
Автомобильный и железнодорожный транспорт.
С запада проходит трасса 69К-11. Просёлочные дороги.